# Шугарлоуф-Вілледж (Каліфорнія)
Шугарлоуф-Вілледж (англ. Sugarloaf Village) — переписна місцевість (CDP) в США, в окрузі Туларе штату Каліфорнія. Населення — 7 осіб (2020).

## Географія
Шугарлоуф-Вілледж розташований за координатами 35°49′37″ пн. ш. 118°38′8″ зх. д. / 35.82694° пн. ш. 118.63556° зх. д. (35.826851, -118.635447).  За даними Бюро перепису населення США в 2010 році переписна місцевість мала площу 0,17 км², уся площа — суходіл.

## Демографія
Згідно з переписом 2010 року, у переписній місцевості мешкало 10 осіб у 5 домогосподарствах у складі 2 родин. Густота населення становила 58 осіб/км².  Було 26 помешкань (150/км²).
Расовий склад населення:
| - 90,0 % — білих |

До двох чи більше рас належало 10,0 %. Частка іспаномовних становила 20,0 % від усіх жителів.
За віковим діапазоном населення розподілялося таким чином: 10,0 % — особи молодші 18 років, 20,0 % — особи у віці 18—64 років, 70,0 % — особи у віці 65 років та старші. Медіана віку мешканця становила 71,0 року. На 100 осіб жіночої статі у переписній місцевості припадало 66,7 чоловіків;  на 100 жінок у віці від 18 років та старших — 80,0 чоловіків також старших 18 років.
Цивільне працевлаштоване населення становило 2 особи. Основні галузі зайнятості: освіта, охорона здоров'я та соціальна допомога — 100,0 %.